# Okres Partizánske
Partizánske is een district (Slowaaks: Okres) in de Slowaakse regio Trenčín. De hoofdstad is Partizánske. Het district bestaat uit 1 stad (Slowaaks: Mesto) en 22 gemeenten (Slowaaks: Obec).

## Steden
- Partizánske

## Lijst van gemeenten
| - Bošany - Brodzany - Hradište - Chynorany - Ješkova Ves - Klátova Nová Ves - Kolačno - Krásno | - Livina - Livinské Opatovce - Malé Kršteňany - Malé Uherce - Nadlice - Nedanovce - Ostratice - Pažiť | - Skačany - Turčianky - Veľké Kršteňany - Veľké Uherce - Veľký Klíž - Žabokreky nad Nitrou |

Okres Bánovce nad Bebravou · Okres Ilava · Okres Myjava · Okres Nové Mesto nad Váhom · Okres Partizánske · Okres Považská Bystrica · Okres Prievidza · Okres Púchov · Okres Trenčín